# Напис з Бет-Крік

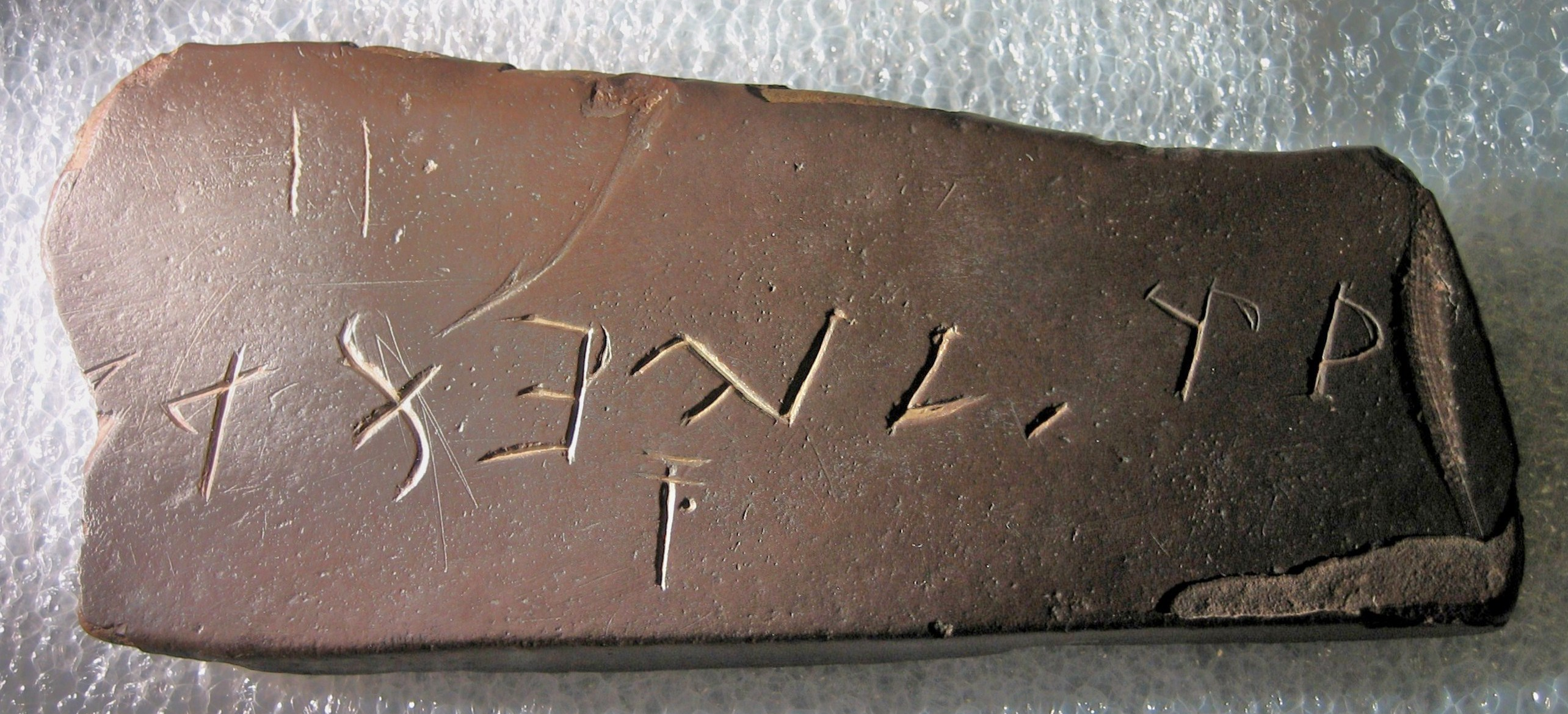
Напис з Бет-Крик. 2010 р.

Напис з Бет-Крік — археологічна знахідка в штаті Теннессі. Напис вирізьблений на камені і виявлений в індіанській могилі. Зовнішній вигляд знаків нагадує писемність черокі, винайдену у XIX столітті.

## Знахідка
Напис був виявлений у 1889 році при розкопках могильного кургану індіанців групою Джона Емерта з Смітсонівського інституту у 1889 році у дельті річок Мала Теннессі і Бет-Крік. Пізніше курган зрівняли з землею археологи Університету Теннессі, проводили тут археологічні розкопки у 1970-х роках.

## Проблема автентичності напису
На початку 1970-х років відомий лінгвіст-семитолог Сайрус Гордон оголосив, що напис, на його думку, є давньоєврейським та свідчить про доколумбові контакти давніх семітів з Америкою. Тим не менш, практично відразу ж археологи з Університету Теннесі та інші експерти відкинули гіпотезу Гордона, припустивши, що напис є підробкою, що характерно для кінця XIX століття.
Американські археологи Роберт Мейнфорт і Мері Куос в публікації в American Antiquity (2004) довели, що напис була скопійована з масонської книги 1870 року і, таким чином, є підробкою асистента керівника експедиції, який «виявив» цей напис в ході розкопок. З приводу подібної сенсації — напису з Параїби в Бразилії — Ф. Крос ще в 1968 р. писав (за кілька років до публікації книги Гордона) про те, що напис напевно є підробкою XIX століття.